# Los reyes del mambo tocan canciones de amor
Los reyes del mambo tocan canciones de amor es la segunda novela de Oscar Hijuelos y fue publicada en 1989.

## Trama y Temas
La novela "relata la historia de dos hermanos músicos, Néstor y César Castillo, que emigran desde Cuba a New York City a finales de la década de los  ́40, en busca del éxito en el ámbito musical. La narración está estructurada en torno a una serie de flashbacks de César, abarcando más de cuarenta años
en la vida de los personajes, e incluyendo como secundarios a figuras del mundo latino en Estados Unidos como Desi Arnaz, Tito Puente, y Dámaso Pérez Prado"
De acuerdo al estudioso Rodrigo Arenas, "su motivo principal es la inmigración y el proceso de inserción de los latinos en la vida cultural y económica de la urbe neoyorquina". De acuerdo a Vicente Francisco Torres, "un rasgo notorio del libro es la nostalgia por Cuba", y es uno de los puntos más altos de lo que él considera como la Novela Bolero. Ahora bien, para Sarah Meuleman, otro de los temas fundamentales de la novela es el machismo y la figura del Latin Lover.
La novela ganó el Premio Pulitzer en 1989, fue elegido el libro del año por el New York Times, convirtiéndose en el primer Hispano-Americano en obtenerlo, y el libro se convirtió en best seller. Sarah Meuleman plantea que el éxito de esta novela despertó el interés de las editoriales norteamericanas por la narrativa de escritores hispanos. La novela fue adaptada al cine en 1991 en la cinta Los reyes del mambo, y posteriormente en un musical el año 2005. Por su parte, y sobre la base de uno de los secundarios de la narración, Hijuelos publicó el 2012 la novela "Bella María de mi Alma".